# 少花桂
少花桂（学名：Cinnamomum pauciflorum）为樟科肉桂属的植物。分布于印度以及中国大陆的云南、贵州、湖北、四川、湖南、广东、广西等地，生长于海拔400米至2,200米的地区，见于山谷疏林、砂岩上的山地、石灰岩以及密林中。

## 别名
岩桂、香桂、三条筋、三股筋、香叶子树、臭乌桂（四川） 臭樟（贵州） 土桂皮（广西融水）

## 异名
- Cinnamomum petrophilum N. Chao